# Allada
Allada este un oraș din departamentul Atlantique, Benin.